# Salomonov tempelj
Salomonov tempelj (hebrejsko בית המקדש, transliteracija Beit HaMikdash), znan tudi kot Prvi tempelj, je bil po bibliji prvi tempelj starodavne izraelske religije v Jeruzalemu, zgrajen na Tempeljskem griču. Nekateri sodobni zgodovinarji zaradi pomanjkanja arheoloških dokazov dvomijo o njegovem obstoju.
Glede na Biblijo je tempelj služil kot glavno versko središče, kraj obredov in žrtvovanja, v starodavnem judovstvu znan kot korban. Tempelj je bil dokončan v 10. stoletju pred našim štetjem, Babilonci pa so ga leta 586 pred našim štetjem uničili po obleganju Jeruzalema (586 pr. n. št.). Na istem mestu v Jeruzalemu je bil zgrajen nov tempelj, ki je obstajal med letom 516 pr. n. št. in 70 n. št. in je znan kot Drugi tempelj. Edini ostanek templja je ti. Zid žalovanja, ki je pravzaprav ostanek zahodnega zidu Drugega templja.
Tempeljsko svetišče je bilo sestavljeno iz treh osnovnih delov. Zunanji del je bilo dvorišče, kjer se je opravljala žrtev in je bilo dostopno vsem Izraelcem, ki so prinašali daritve za žrtev. Dostop z dvorišča v notranjost templja so imeli le duhovniki. Prvi del templja, znan kot Sveti prostor, je imel kadilnico, svečnike in mize z nekvašenim kruhom. Drugi del templja, v katerega je bilo mogoče vstopiti le iz svetišča, je bil obdan z zaveso in znan kot Svetinja nad svetinjo. Ta del je bil na voljo le velikemu duhovniku in le enkrat letno. Po Bibliji je bila skrinja zaveze s kerubi v najsvetejšem. Po istih virih je skrinja vsebovala: Mojzesove tablice z zapovedmi, Aronovo palico in skledo mane.